# Oregon Route 229
Az Oregon Route 229 (OR-229) egy oregoni állami országút, amely észak–déli irányban a U.S. Route 20 toledói csomópontja és a 101-es szövetségi országút kernville-i elágazása között halad.
A szakasz Siletz Highway No. 181 néven is ismert.

## Leírás
A szakasz Toledo északi részén, a US 20 csomópontjánál kezdődik. Miután keresztezte a Depot- és a Kis-Depot-patakot, az út a Siletz-folyón való áthaladást követően Siletz településre érkezik. Itt az OR 410 elágazása mellett elhaladva észak felé elhagyva a várost a Siletz-folyó mentén kanyarog tovább. A nyomvonal végül Kernville-nél a US 101-be torkollik.